# Дайнава (футбольный клуб)
«Дайнава» (лит. Futbolo klubas Dainava Alytus) — литовский футбольный клуб. Базировался в городе Алитус.

## История команды
Клуб «Дайнава» был основан в 1935 году, в советское время выступал в низших лигах. В 1990-х годах несколько раз менял название, в чемпионатах независимой Литвы выступал преимущественно во второй и третьей по силе лигах (сыграл в высшей лиге лишь в дебютном сезоне-1990). В 2003 году «Дайнава» прекратила своё существование. В 2011 году она была воссоздана путём слияния клубов «Алитис» и «Виджирис». «Алитис», занявший в 2010 году второе место в Первой лиге Литвы («Виджирис» в том чемпионате был третьим), получил право сыграть в А лиге. Это право перешло к вновь образованной «Дайнаве», и она в 2011 году выступила в высшем литовском дивизионе.
В конце 2014 года клуб обанкротился, а команда была расформирована.
В сезонах 2015 во II лиге играла команда «Дайнава» одноимённой академии (с сезона 2016 — ФА «Дайнава»).
В 2016 году клуб был образован «ДФК Дайнава», на сезон 2016 получил лицензию I лиги ЛФФ.

## Предыдущие названия
- 1935—1990 «Дайнава»
- 1990—1994 «Снайге»
- 1994—1996 «Дайсотра»
- с 1996 «Дайнава»

## История выступлений за последние годы существования
| Год  | Лига    | Место | Кубок |
| ---- | ------- | ----- | ----- |
| 1996 | II лига | 8     | —     |
| 1997 | II лига | 1     | 1/8   |
| 1998 | I лига  | 9     | 1/8   |
| 1999 | I лига  | 10    | 1/8   |
| 2000 | I лига  | 7     | 1/8   |
| 2001 | I лига  | 10    | 1/4   |
| 2002 | II лига | 7     | 1/16  |
| 2003 | II лига | 16    | 1/8   |
|      |         |       |       |
| 2011 | A лига  | 8     | 1/16  |
| 2012 | A лига  | 7     | 1/8   |
| 2013 | A лига  | 8     | 1/4   |
| 2014 | A лига  | 10    | 1/4   |